# Cacodaemon hamatus
Cacodaemon hamatus is een keversoort uit de familie zwamkevers (Endomychidae). De wetenschappelijke naam van de soort werd in 1837 gepubliceerd door Félix Édouard Guérin-Méneville-Ménèville.